# بخش ریچلند (شهرستان وینتون، اوهایو)
بخش ریچلند (به انگلیسی: Richland Township) یک منطقهٔ مسکونی در ایالات متحده آمریکا است که در شهرستان وینتون، اوهایو واقع شده‌است.
 بخش ریچلند ۱۱۲٫۰ کیلومتر مربع مساحت و ۱٬۷۴۸ نفر جمعیت دارد و ۲۷۰ متر بالاتر از سطح دریا واقع شده‌است.